# Dražiniće
Dražiniće (cirill betűkkel Дражиниће), település Szerbiában, a Raškai körzet Kraljevoi községében.

## Népesség
- 1948-ban 199 lakosa volt.
- 1953-ban 197 lakosa volt.
- 1961-ben 202 lakosa volt.
- 1971-ben 175 lakosa volt.
- 1981-ben 155 lakosa volt.
- 1991-ben 138 lakosa volt.
- 2002-ben 108 lakosa volt,[1] akik mindannyian szerbek.[2]